# Communauté d'agglomération Chauny-Tergnier-La Fère
La communauté d'agglomération Chauny-Tergnier-La Fère (CTLF) est une communauté d'agglomération française, située dans le département de l'Aisne en région Hauts-de-France.

## Historique
Par l'arrêté préfectoral du 15 décembre 2016, la communauté d'agglomération Chauny-Tergnier-La Fère est créée le 1er janvier 2017 par la fusion de la communauté de communes des Villes d'Oyse et de la communauté de communes Chauny-Tergnier avec intégration de trois communes issues de la communauté de communes du Val de l'Ailette (Bichancourt, Manicamp et Quierzy),.

## Territoire communautaire

### Composition
La communauté d'agglomération est composée des 48 communes suivantes :

| Nom                    | Code Insee | Gentilé                   | Superficie (km2) | Population (dernière pop. légale) | Densité (hab./km2) |
| ---------------------- | ---------- | ------------------------- | ---------------- | --------------------------------- | ------------------ |
| Chauny (siège)         | 02173      | Chaunois                  | 13,28            | 11 456 (2022)                     | 863                |
| Abbécourt              | 02001      | Abbécourtois              | 5,96             | 513 (2022)                        | 86                 |
| Achery                 | 02002      | Acheryens                 | 6,9              | 586 (2022)                        | 85                 |
| Amigny-Rouy            | 02014      | Amignyrouysiens           | 13,08            | 710 (2022)                        | 54                 |
| Andelain               | 02016      | Andelainois               | 2,91             | 211 (2022)                        | 73                 |
| Anguilcourt-le-Sart    | 02017      | Anguilcourtois            | 9,14             | 281 (2022)                        | 31                 |
| Autreville             | 02041      | Alteravillois             | 3,55             | 791 (2022)                        | 223                |
| Beaumont-en-Beine      | 02056      | Beaumontois               | 5,41             | 172 (2022)                        | 32                 |
| Beautor                | 02059      | Beautorois                | 7,44             | 2 625 (2022)                      | 353                |
| Bertaucourt-Epourdon   | 02074      | Bertaucourtois            | 7,46             | 586 (2022)                        | 79                 |
| Béthancourt-en-Vaux    | 02081      | Béthancourtois            | 4,3              | 425 (2022)                        | 99                 |
| Bichancourt            | 02086      | Bichancourtois            | 7,73             | 989 (2022)                        | 128                |
| Brie                   | 02122      | Briois                    | 2,8              | 54 (2022)                         | 19                 |
| Caillouël-Crépigny     | 02139      | Caillouëlos et Crépignois | 6,63             | 459 (2022)                        | 69                 |
| Caumont                | 02145      | Caumontois                | 5,71             | 546 (2022)                        | 96                 |
| Charmes                | 02165      | Carpiniens                | 3,66             | 1 596 (2022)                      | 436                |
| Commenchon             | 02207      | Commenchonois             | 3,33             | 219 (2022)                        | 66                 |
| Condren                | 02212      | Condrinois                | 5,58             | 682 (2022)                        | 122                |
| Courbes                | 02222      | Courbesiens ou Courbéens  | 3,16             | 39 (2022)                         | 12                 |
| Danizy                 | 02260      | Daniziens                 | 4,49             | 624 (2022)                        | 139                |
| Deuillet               | 02262      | Deuilletois               | 3,76             | 202 (2022)                        | 54                 |
| La Fère                | 02304      | Laférois                  | 6,73             | 2 860 (2022)                      | 425                |
| Fourdrain              | 02329      | Fourdrinois               | 9,45             | 414 (2022)                        | 44                 |
| Fressancourt           | 02335      | Fressancourtois           | 2,51             | 171 (2022)                        | 68                 |
| Frières-Faillouël      | 02336      | Frièrois                  | 15,26            | 976 (2022)                        | 64                 |
| Guivry                 | 02362      | Guivryacois               | 7,15             | 239 (2022)                        | 33                 |
| Liez                   | 02431      | Liézois                   | 5,45             | 383 (2022)                        | 70                 |
| Manicamp               | 02456      | Manicampois               | 10,24            | 306 (2022)                        | 30                 |
| Marest-Dampcourt       | 02461      | Marestois et Dampcourtois | 8,35             | 342 (2022)                        | 41                 |
| Mayot                  | 02473      | Mayotains                 | 3,42             | 213 (2022)                        | 62                 |
| Mennessis              | 02474      | Mennessiens               | 5,23             | 407 (2022)                        | 78                 |
| Monceau-lès-Leups      | 02492      | Lupimoncelliens           | 13,3             | 434 (2022)                        | 33                 |
| Neuflieux              | 02542      | Neuflieusiens             | 1,9              | 78 (2022)                         | 41                 |
| La Neuville-en-Beine   | 02546      | Neuvillois                | 3,81             | 191 (2022)                        | 50                 |
| Ognes                  | 02566      | Ognois                    | 6,14             | 1 113 (2022)                      | 181                |
| Pierremande            | 02599      | Pierremandois             | 7,57             | 249 (2022)                        | 33                 |
| Quierzy                | 02631      | Cheriziens                | 8,09             | 419 (2022)                        | 52                 |
| Rogécourt              | 02651      | Rogécourtois              | 5,54             | 94 (2022)                         | 17                 |
| Saint-Gobain           | 02680      | Gobanais                  | 29,73            | 2 313 (2022)                      | 78                 |
| Saint-Nicolas-aux-Bois | 02685      | Saint-Nicoliens           | 6,64             | 116 (2022)                        | 17                 |
| Servais                | 02716      | Servaisiens               | 5,51             | 290 (2022)                        | 53                 |
| Sinceny                | 02719      | Sincenois                 | 13,13            | 1 988 (2022)                      | 151                |
| Tergnier               | 02738      | Ternois                   | 17,95            | 13 261 (2022)                     | 739                |
| Travecy                | 02746      | Travecyens                | 14,52            | 683 (2022)                        | 47                 |
| Ugny-le-Gay            | 02754      | Ugniens                   | 5,9              | 186 (2022)                        | 32                 |
| Versigny               | 02788      | Versigniens               | 12,89            | 467 (2022)                        | 36                 |
| Villequier-Aumont      | 02807      | Genlisiens                | 12,34            | 675 (2022)                        | 55                 |
| Viry-Noureuil          | 02820      | Virois                    | 17,76            | 1 682 (2022)                      | 95                 |

## Évolution démographique
| 1968   | 1975   | 1982   | 1990   | 1999   | 2010   | 2015   | 2021   |
| ------ | ------ | ------ | ------ | ------ | ------ | ------ | ------ |
| 60 378 | 58 652 | 58 220 | 57 363 | 56 702 | 56 502 | 55 853 | 54 679 |

## Administration

### Siège
Le siège de la communauté de communes est situé à Chauny, 57 Boulevard Gambetta.

### Élus
La communauté de communes est gérée par un conseil communautaire composé de  84 membres représentant chacune des communes membres et élus pour la durée du mandat municipal, répartis comme suit :

- 16 délégués pour Tergnier ;

- 14 délégués pour Chauny ;

- 3 délégués pour Beautor et La Fère ;

- 2 délégués pour Charmes, Saint-Gobain, Sinceny et Viry-Noureuil ;

- 1 délégué ou son suppléant pour les autres communes.
À la suite du renouvellement intervenu lors des élections municipales de 2020, le conseil communautaire du 10 juillet 2020 a élu, pour le mandat 2020-2026, son président, Dominique Ignaszak, maire-adjoint de Chauny et désigné ses 15 vice-présidents,.

### Liste des présidents
| Période        | Période                       | Identité           | Étiquette | Qualité                                                                                             |
| -------------- | ----------------------------- | ------------------ | --------- | --------------------------------------------------------------------------------------------------- |
| 9 janvier 2017 | juillet 2020                  | Bernard Bronchain  | IDG       | Maire-adjoint de Tergnier Vice-président de l'ex-communauté de communes Chauny-Tergnier ( ? → 2016) |
| juillet 2020   | En cours (au 11 juillet 2020) | Dominique Ignaszak | UDI       | Maire-adjoint de Chauny (2020 → ) Maire de Neuflieux (2001 → 2020)                                  |

### Compétences
L'intercommunalité exerce les compétences qui lui sont transférées par les communes membres dans les conditions déterminées par le code général des collectivités territoriales. Elle a dapté ses compétences lors du conseil communautaire du 17 décembre 2018, qui sont  :
- Au titre des compétences obligatoires
  - Le développement économique
  - L'aménagement de l’espace communautaire
  - L'équilibre social de l’habitat
  - La politique de la ville
  - L'accueil des gens du voyage
  - La collecte et traitement des déchets des ménages et déchets assimilés
  - La gestion des milieux aquatiques et prévention des inondations (GEMAPI)

- Au titre des compétences optionnelles: 
  - La protection et mise en valeur de l'environnement et du cadre de vie
  - Les équipements d'intérêt communautaire.
  - L'action sociale d'intérêt communautaire
  - Les maisons de services au public ;

- Au titre des compétences facultatives :
  - Equipements de l’enseignement pré-élé-mentaire et élémentaire ;
  - Politique de la petite enfance, de l’enfance et de la jeunesse ;
  - Les services à la population ;
  - Les maisons de santé pluriprofessionnelles sur le territoire communautaire ;
  - Protection de la ressource en eau et des milieux aquatiques et portage des SAGE.

### Régime fiscal et budget
La communauté d'agglomération est un établissement public de coopération intercommunale à fiscalité propre.
Afin de financer l'exercice de ses compétences, l'intercommunalité perçoit, comme toutes les communatés d'agglomération, la fiscalité professionnelle unique (FPU) – qui a succédé à la taxe professionnelle unique (TPU) – et assure une péréquation de ressources.
Elle collecte également la taxe d'enlèvement des ordures ménagères (TEOM), qui finance ce service public.

## Projets et réalisations
- Transports en commun de Chauny-Tergnier